# اولالا (اسپیس چنل ۵)
اولالا شخصیت داستانی، شانس‌بیار و شخصیت اصلی مجموعهٔ اسپیس چنل ۵ سگا می‌باشد. این شخصیت توسط تاکاشی یودا، تتسویا میزوگوچی و جیک کازدل در اواخر دههٔ ۱۹۹۰ خلق نهاده شد و در دسامبر سال ۱۹۹۹ با انتشار اسپیس چنل ۵ از وی رونمایی شد.